# Manoir de Broël
Le manoir de Broël est un manoir d'Arzal, dans le Morbihan.

## Localisation
Le manoir est situé au lieu-dit Broël, sur les hauteurs dominant la rive droite de la Vilaine, juste à l'aval du barrage d'Arzal, à environ 2,6 km à vol d'oiseau au sud-ouest du centre-ville d'Arzal.

## Histoire
Le manoir constitue le siège de la seigneurie de Broël[réf. souhaitée], dont la famille a détenu les droits de haute, moyenne et basse justice sur ses terres[réf. souhaitée]. Il semble dater du XIVe siècle (quelques parties subsistantes[réf. souhaitée]), mais l'essentiel de l'architecture date du XVIIe siècle.
Le manoir appartient successivement aux familles Hule (XVe siècle), Coudray, du Bois de la Motte (XVIIIe siècle). Déclaré bien national lors de la Révolution française il est acquis par M. Lorois (père du futur préfet Édouard Lorois) en 1799.[réf. souhaitée] Il passe à la famille Pluyette en 1866, qui le possède encore au début du XXIe siècle[réf. souhaitée].
Le manoir fait partie du site de Broël-sur-Vilaine, site naturel classé depuis le 13 août 1962.

## Architecture
Le manoir disposait jadis d'une chapelle privée.